# 松本秀夫
松本 秀夫（まつもと ひでお、1961年7月22日 - ）は、日本のフリーアナウンサー。本名：松本 秀雄（読み同じ）。

## 来歴
東京都大田区出身。文教大学付属小学校、芝中学校・高等学校卒業。入学後は生物部魚班（後述）で活動し、1985年3月、早稲田大学政治経済学部を1年留年して卒業後、同年4月、ニッポン放送に入社。同期は、元アナウンサーの西田麻里、元アナウンサー、フリーアナウンサーで洗足こども短期大学幼児教育保育科准教授の内村直子、元デジタル&イベント局デジタルコンテンツ部長、編成局長、専務で現・同社代表取締役社長の檜原麻希。
スポーツアナウンサーを志望していたが、入社以後は編成局制作部に所属し、『NISSANラジオパラダイス・湯浅明の全国歌謡ヒット速報』の中継リポーターにてアナウンサーデビュー。以後、バラエティ番組のリポーター等を2年担当し、1987年、入社時に希望であったスポーツ実況担当の部署である、編成局スポーツ部へ異動。同年7月24日、後楽園球場で行われたジュニアオールスターゲーム中継で実況デビュー。以後、『ショウアップナイター』の実況を1000試合以上担当。
スポーツ部異動年に、ロッテオリオンズを担当した縁でロッテファンとなった。
入社5年目に幼馴染の保育士と結婚したが、後年、離婚（時期不明）。60歳の時に年下の女性と再婚。
55歳になったのを機に早期退職優遇制度を活用し、2017年3月にニッポン放送を退職してフリーアナウンサーへ転向。ニッポン放送の社員として最後に、3月31日に東京ドームで催された2017年セントラル・リーグ開幕戦の読売ジャイアンツ対中日ドラゴンズ戦を、里崎智也の解説とともに実況中継した。以後、個人事務所の株式会社チェンジアップを設立し、ニッポン放送とは契約アナウンサーとして、『ショウアップナイター』の実況と並行し、各プロ野球球団やプロ野球OB主催のイベント司会や実況等の活動を継続している。また、元来興味を抱いていた芝居にも挑戦しており、過去に芝居脚本を複数回執筆していたが、2018年に「劇団チェンジアップ」を旗上げし、全編野球コント芝居の「笑（しょう）アップアップナイター」の興行を行った。
2018年10月より、『草野満代 夕暮れWONDER4』に出演を開始。もともとナイターオフはシーズン限定のバラエティ番組への出演をしていたこともあってその代替ともとらえられるが、草野満代との掛け合いが好調であったことや、双方がスポーツ番組の経験があることからスポーツコーナーの要素も兼ねることにもなり2020年7月まではナイターへの出演を縮小させながら出演していた。2020年7月以降は再度スポーツ中継を中心に活動。その傍ら、5年先輩の上柳昌彦とのかかわりから『ラジオ de Show』（高嶋秀武を加えた3人でのイベント）や『上柳昌彦 あさぼらけ』の代行を請け負うこともある。

## 実況アナウンサーとして

### プロ野球実況
- 実況デビュー
  - 1987年7月24日[4]、後楽園球場で行われたジュニアオールスターゲーム（現在のフレッシュオールスターゲーム）中継が自身の実況デビューだった。この日の中継は東京（ニッポン放送）・大阪（金曜日のためABC）・名古屋（東海ラジオ）・広島 (RCC) 各局の若手アナウンサーがリレー形式で2回ずつを実況するスタイルで、総合司会兼9回の実況を深澤弘が担当した[13]。公式戦を初めて実況したのは8月9日の広島市民球場で行われた広島東洋カープ対横浜大洋ホエールズ（現在の横浜DeNAベイスターズ）戦で[14]、解説者は2007年シーズンを最後に解説者を勇退した森中千香良で、松本は「森中さんには色々な事を教えて頂きました」と、恩人との思い出を振り返っている[15]。日本シリーズを初めて実況中継したのは1987年10月29日で、異例の実況デビュー年・新人スポーツアナウンサーの大抜擢となった[16]。1990年代以降は毎年1戦から2戦は担当している。
- 野球実況の看板アナウンサーへ
  - 日本プロ野球や、アメリカメジャーリーグベースボールの実況中継を担当し、シーズンによってはアメリカで3ケ月間過ごし、現地から衛星生中継で実況を担当することもあった。現在ではニッポン放送のスポーツ実況のエース格となっている。そのため担当試合のほとんどは同局のメインカードで、裏送り中継に登場することは皆無に等しい。2008年6月29日に東海ラジオ向けの横浜ベイスターズ対中日ドラゴンズ戦を担当する予定があったが、雨天中止になってしまった。その2年後の2010年4月6日に広島RCC向けに東京ヤクルト×広島を担当している。2014年7月29日にSTVアタックナイター向けに千葉ロッテマリーンズ×北海道日本ハムファイターズ、2017年4月5日にも同カード(ベンチレポーター)を担当している。また、長年ナイター中継の前番組であるショウアップナイタープレイボールの進行役（火 - 金曜）を担当していた一方で[17]、1998年のシーズンオフから、ナイター時間帯の帯番組のパーソナリティも担当するようになった（2010年シーズンを除く）。
- 伝説の号泣実況
  - 前述の通り、入社時にロッテ番を担当したのが縁でロッテファンとなった松本だが、その最たるハイライトは2005年10月17日のパ・リーグプレーオフ・第2ステージ（福岡ソフトバンクホークス対千葉ロッテマリーンズ）の第5戦（ヤフードーム）だった。2勝2敗で迎えたこの試合、ロッテは3-2でソフトバンクを下し、1974年以来実に31年ぶりとなるリーグ優勝を決めた。最後の打者川﨑宗則が左飛に倒れた瞬間、松本は「ロッテ優勝〜!!」と感極まって号泣しながら声を張り上げた。松本は、若手時代から長らく低迷期に沈むロッテを見つめ続け、また当時から親交を深めている選手・スタッフが多かったこともあって、優勝決定の瞬間には様々な思いが去来し「ダッチロールのように感情がこみ上げてきて」（本人の後日談）思わず涙してしまったのだという[18]。この「号泣実況」はロッテファンはじめ多くのリスナーに感動を与え、多大な反響を呼んだ。しかし、ロッテが日本一にまで駆け上がった同年の日本シリーズは実況を担当しなかった[19]。ところでこの一件について、本人は思い出深い試合の一つに挙げているものの、「プロとして恥ずかしいことをしてしまった」と後悔しているようで[20] も、ことあるごとに当時の録音が流されると「いや、ホンット勘弁して下さい」と滅入ってしまうこともしばしば。また実況アナウンサーの先輩でもある元ニッポン放送の深澤弘は「こんなの実況じゃねえな」と苦笑交じりに一蹴したが、「無様な放送だけど、これも彼の大事なキャリアの一つです」[21] と評している。この「号泣実況」、今となっては共演者やスタッフ・リスナーにとっては笑いのネタとなってしまっており、ニッポン放送の携帯サイトで着うたとして配信された。また、この試合の解説は田尾安志と板東英二のW解説で、後に板東はニッポン放送の別の番組でこの時のことを振り返り、「初めて球団とアナウンサーが癒着している事を知った」と冗談交じりに話している[22]。

### 競馬実況
スポーツアナウンサーになってから10年ほど、競馬の実況も担当した。初めての競馬実況は大井競馬場である。ナイター競走のトゥインクルレースがスタートした当時、大井競馬場では場内ミニFM放送を行っており、ニッポン放送の関連会社がその制作を請け負っていた関係で、ニッポン放送のアナウンサーがレース実況を担当した。その後、中央競馬の実況も担当したが、先輩の胡口和雄から「お前の実況は馬が千鳥足みたいだなぁ」と苦言されたり、リスナーから何枚もの便箋に毛筆書きで実況に対するクレームが来るなど実況の方は安定していなかった。本人もそのことは承知しており、「僕が実況に呼んでもらえるわけないじゃないですか。僕が実況すると馬がみんなこけちゃうんですから」と言っている。その後、ナイターのシーズンオフの番組を担当するようになってからは年間を通じて平日出勤のため、日曜日に放送がある競馬中継には参加できなくなってしまったが、2011年より15年ぶり に競馬実況の仕事を再開することが決定した。 復帰後最初の実況は1月9日の中山競馬場12レース（ただしニッポン放送での放送ではなく裏送りでの放送）。その後は特別競走や準メインレース、重賞でないメインレースを担当するようになり、重賞競走では9月25日に産経賞オールカマー(GII)の実況を担当している。

### サッカー実況
サッカーにはあまり詳しくないものの、2008年の北京オリンピックでは女子サッカー実況を担当することになり、必死でルールを覚えた。その後は不定期ではあるが、Jリーグ RADIOでリポーターを務めることがある。

### ハンドボール実況
2008年1月30日に国立代々木競技場で開催された男子ハンドボールアジア予選を、初めてラジオ中継して実況を担当した。1月29日に女子の試合を担当する洗川雄司アナウンサーとともに資料ビデオなどで練習する様子が、2008年1月25日にスーパーニュースで放送された。tvkでハンドボールの実況を担当する吉井祥博アナ、熊本放送の本田史郎アナウンサーなど、ハンドボールの実況や試合経験がある人物を招いて指導を受けた。

## エピソード

### 番組関連
- 『松本ひでおのショウアップナイターストライク!』内のコーナー「ひでおのフォークソング図鑑」で、早稲田大学在学時に組んでいたバンドを新保友映アナウンサーを加えて再結成し、「マイウエイスター〜もう一度輝こう」をレコーディングしてmf247で公開した。
- 『松本ひでおのショウアップナイターネクスト』内のコーナー「ひでおのフォークソング図鑑」で石川みゆきと「ひでお＆みゆき」を結成し、mf247「ウタヲウタウ」プロジェクトに参加、「ウタヲウタウ」昭和歌謡バージョンをレコーディングした。「ウタヲウタウ」プロジェクトはフォークグループ猫も参加している。松本と石川と神田のフォーク酒場「昭和」の常連客でバンド結成し、リスナーが作曲した曲にリスナーから募集したフレーズのアイデアをまとめてつくった「ネクスト」を、松本と石川がボーカル、昭和の常連客がバックバンドを務めてレコーディングした。「ネクスト」の編曲は昭和の常連客の1人が担当した。
- 『テリーとうえちゃんのってけラジオ』の番組で、野球界の裏情報に詳しい謎の人物情報屋ゲンさんのキャラクターを務め、松本のナイター直前情報コーナーの後に音声を加工して出演していた。ゲンさんの正体は公表されていなかったがリスナーは松本であると認識しており、テリー伊藤や、うえやなぎまさひこがゲンさんを弄るトークが盛り上がった。ゲンさん目撃情報を募集してテリー伊藤の妄想などを加えて様々な後付けの設定が造られた。リスナーらによりゲンさんのイメージソング『愛しき人よ』（作詞：ふくしまとまる・藤井青銅 　補作詞：三浦康照　作曲：ふくしまとまる　編曲：南郷達也）がつくられると、ゲスト出演の冠二郎が気に入りシングルCDとして1999年1月に発売[26]されてオリコンのシングルチャートで63位となる。『松本ひでおのショウアップナイターストライク!』で、2005年からゲンさんに似る「情報屋のヤマさん」なる人物が登場しているが正体は不明で、スポーツ新聞の記者ともいわれる。2008年3月25日に『テリー伊藤のってけラジオ』で「のってけラジオ」シリーズの10周年記念の一環として復活をしている。
- 2007年2月18日の東京マラソンで完走した。ゴール直後のインタビューで「母から小さいことをコツコツ積み重ねると、大きなことが出来るといわれて……」と涙ながらに語った。2006年11月に放送された特別番組で、笑福亭鶴光の罰ゲームを松本が松村邦洋のものまねで代走してマラソンに目覚め、2008年2月17日の東京マラソン2008も5時間31分15秒で完走した。

### 実況関連
- 試合を実況していた際に、他球場で西武ライオンズが勝利した旨の速報が入り、先発の松坂大輔がヒーローインタビューで語った内容も併せて伝えられた。松坂のコメント原稿は「（投球内容が）要所要所で良かった」であるが「よいしょよいしょで良かった」と誤って本社から送信された。松本は「『よいしょよいしょ』ってこれ、おかしくないですか？」と笑いが止まらず、解説の田尾安志と2人で数秒間笑い、のちにスポーツ部長から叱責された[27]。
- 2010年8月28日のマツダスタジアムで行われた広島vs巨人戦で、熱中症となった胡口和雄に代わり5回から実況を担当した[28]。
- 2023年9月9日のロッテ対オリックス戦（ZOZOマリンスタジアム）では、『ニッポン放送ショウアップナイター』の関東ローカル向け中継（解説：前田幸長、ベンチリポート：洗川雄司）で実況を担当。山本由伸（オリックス投手）による日本プロ野球（一軍）公式戦史上100度目のノーヒットノーラン達成の瞬間を伝えた。松本は当時62歳で、本人によれば、「ノーヒットノーランの実況は、40年にわたるアナウンサー生活で初めてだった」という。
  - 山本は前年（2022年6月18日にベルーナドームで催された対西武戦）に続いてのノーヒットノーラン達成で、日本プロ野球の公式戦における同一投手の2年連続ノーヒットノーランは亀田忠（黒鷲軍時代の1940・1941年）以来82年振り3人目、セントラル／パシフィックの2リーグに分立した1950年以降の一軍公式戦では初めての快挙であった。もっとも松本は、達成の直前から「沢村栄治（巨人軍時代の1936・1937年）以来86年振り2人目の快挙」と連呼していたため、試合終了の直後に訂正と謝罪のコメントを入れる羽目になった。

### その他
- ニッポン放送に入社した1985年に放送されたサンケイ新聞のテレビCMで、サンケイ新聞とキャニオン・レコードの新入社員、フジテレビのプロデューサー横澤彪と共に出演している。
- 1999年に発売されたゲームソフト「超空間ナイター プロ野球キング2」でショウアップナイターの制作協力により、実況として声の出演した。2009年の東京おもちゃショーに出品されたエポック社の「野球盤ライブスタジアム（仮称）」に収録された実況音声を担当している。
- モーニング連載の野球漫画『グラゼニ』に「オトワラジオのアナウンサー」の設定で登場している。原作者である森高夕次はショウアップナイターのヘビーリスナーで、作中で『ココだけ』も大々的に取り上げている[29]。

## 人物
- ヨイショ癖がある。
- ニックネームは「ヤギ」。入社当時、ニッポン放送でプロ野球関連のコメンテーターを務めていた当時のパシフィック・リーグ広報部長・伊東一雄（のちのパンチョ伊東）に「君はリチャード・ギアに似ている」と言われ、パンチョからは「リチャード」と呼ばれていた。ところが『鶴光の噂のゴールデンアワー』に出演し、番組内で『ニッポン放送ショウアップナイター』の告知をした際、笑福亭鶴光に「自分では誰に似ていると思っている？」と聞かれたのに対し、松本が「リチャード・ギアに似ているといわれます」と答えた途端に鶴光らに爆笑され、「リチャード・ギアに失礼や！お前はヤギや!!」と命名され、さらにアシスタントの田中美和子からも「メエメエ」と呼ばれる。瞬く間に浸透したリスナーからも「ヤギ」と呼ばれるようになり、スタッフからは『ショウアップナイターニュース』（→『ショウアップナイターストライク!』→『ショウアップナイターネクスト』）の番組用メールアドレスを「yagi@1242.com」にされたりしている。だが松本自身は「ヤギ」と呼ばれることに対してはまんざらでもないようで、ニッポン放送のWebサイトで著している自身のコラムのタイトルを「やぎメール」と銘打ったり、挙げ句にはTwitterのハンドルネームを「ヤギ松」とするなど、様々な場面で「ヤギ」を名乗り[30]、釈明時も「俺はヤギだから・・・」と半ば投げやりに返すこともある。

このほかには「社長」「まっちゃん」などもあるが、「社長」は自身が独立後の事務所社長であることに由来する。「まっちゃん」はなかったわけではなく、イベント「ラジオ de Show」のお知らせでは「うえちゃん（上柳）」「ひでちゃん（高嶋）」と併せて呼ばれるのだが、ニッポン放送ではパーソナリティの一人である松村邦洋の方が「まっちゃん」で浸透しており、あまり使われていない。
- 祖父が魚河岸で仕事をしていたことも影響して[3]、少年期から釣りを趣味としている[4]。小学校の時に同居していた祖父と行った上野毛駅近くの環八沿いのドライブインの室内釣堀で25cmぐらいの鯉を釣ったのが、釣りとの出会いである。中学・高校生時代は生物部の「魚班」に所属していた[3]。アナウンサーになってからも、少しでも空き時間ができると朝から釣りに出かけてしまう程で、自ら常々「三度の飯より釣りが好き」と話している[31]。近年は文字通り趣味と実益を兼ねる域にまで達しており、担当番組内に釣り情報のコーナーを設けている他、サンケイスポーツでは「松本ひでおのオフは釣り三昧!!」を、釣り雑誌『つり丸』では連載コラム「松本アナの釣りバカ日記」を執筆している[32]。また、釣りをきっかけにして釣り好きのプロ野球選手を中心に顔を憶えてもらい、親交を深めてプロ野球の取材に役立てている。釣り仲間は田尾安志、黒木知宏、堀幸一（いずれも現ニッポン放送解説者）など球界に多数おり、長年にわたり家族ぐるみの交流を続けている人物も多い。そのほか、魚がらみのエピソードでは『高嶋ひでたけのお早よう!中年探偵団』のレポーターを務めていた当時、ブラジル・アマゾンの大ナマズが放し飼いになったプールで泳いだことがあった[3]。
- 東北楽天ゴールデンイーグルス初代監督の田尾と監督就任前（野球解説者時代）から親しい一方で、後任監督の野村克也や、田尾を1年で解任した楽天野球団に対しては、アナウンサーらしからぬ辛辣なコメントを放送でたびたび発していた[33]。もっとも、野村は監督からの退任（名誉監督への就任）後に、『ショウアップナイター』の中継に「スペシャルゲスト」として随時出演。松本とも年に1回のペースで共演していた。松本自身も、野村の永眠（2020年2月11日）を受けて同月22日に編成された『ニッポン放送ショウアップナイタースペシャル　追悼 野村克也〜あのボヤキをもう一度〜』を江本孟紀（南海ホークスの投手時代に野村の指導を受けていた同局解説者）と共に進行。野村の生前には、自身の公式Youtubeチャンネルを通じて、「『（野村と）不仲』ということは全くないので、（該当するWikipedia上の記述を）訂正したいが、Wikipediaの編集の仕方が分からない」と述べていた。
- 2022年、野末陳平、立川志ららとともにYouTubeチャンネルを開始。

## 失敗談
自他共に認める「おっちょこちょい」と「酒癖の悪さ」が災いして、失敗談には事欠かない。

### 実況編
- プロ野球公式戦の実況デビューとなった1987年8月9日の広島市民球場・広島対大洋戦で、前の打席まで右打席に入っていた大洋の村岡耕一が左打席に入ったのに驚き、思わず解説の森中千香良に「どうしたんですかね？」と尋ねたところ、森中は松本の後頭部を引っ叩き、即座に「ええ、彼はスイッチヒッターですからね」と冷静にフォロー。松本はこの森中の一言でようやく勘付いたものの、初歩的なケアレスミスを犯したことで完全に冷静さを失ってしまい、試合終了まで実況はボロボロに。試合後、森中に誘われた夕食の席で、松本は浴びるように自棄酒に暮れた[34]。
- 大井競馬場のミニFMで競馬実況をしていた頃、レース実況でゴールした直後、2着馬の名前をど忘れしてしまい、「2着は…2着は…」と思い出そうとして数秒間経った後、思わず「2着は…アレだ！」と言ってしまい、「“あれ”って馬がいるのかよ!!」とスタッフから大目玉をくらった[35]。
- 2007年の大リーグオールスターゲーム実況のためサンフランシスコへ向かっていた飛行機の中で爆睡したところ、空気の乾燥した機内でマスクを着けずに眠ったため声が出なくなった。アメリカでは薬を購入するのに処方箋が必要なため医者に行くも、英語がうまく伝わらず、なぜかレントゲンを撮られて250ドルの診察料を支払わされた。しかもドラッグストアで買ったスプレーがせき止めではなくいびき止めだったりとトラブル続きで、結局、現地到着から3日間、喉の調子が回復しない状態のまま実況した。この日はイチローがオールスター史上初のランニングホームランを達成するという世紀の試合で、この歴史的な瞬間にガラガラ声で実況しなくてはならなかったことを悔やんでいた[36][37][38]。
- 2007年春にも、風邪をひいて広島市民球場での実況担当ができなくなり、胡口和雄が2試合連続で実況した（野球の実況はのどに負担がかかるため、ベテランアナウンサーの2試合連続実況は極めて異例）。このことはニッポン放送ショウアップナイタープロ野球珍プレー大賞[39] でクイズになったが、江本孟紀が答えを言ってしまったため、新たな説を募集し、「手こぎ船で沖へ釣りに出たが、波が高くなり戻れず、その日広島へ向かう予定が間に合わなかった」「広島のブラウン監督の抗議によって差し替えられた」「マラソンで広島に向かったため間に合わなかった」が採用された。ちなみに、松本は過去にも喉の不調で実況に穴をあけており、この時は福永一茂が代理実況を務めた（逆に、上記にもあるが2010年8月28日のマツダスタジアムで行われた広島vs巨人戦で、ベンチリポーターとして待機していた松本は、熱中症となった胡口和雄に代わり5回から実況を担当している）[40]。
- 2008年の北京オリンピックに、ジャパンコンソーシアムラジオアナウンススタッフの1人として参加。女子サッカー、女子バドミントン、ソフトボール、野球などの種目を実況。野球では日本戦のほか、決勝のキューバ対韓国戦の実況を担当。
- 2010年9月4日の横浜スタジアムで行われた横浜vsヤクルト戦では、実況途中で腹痛を訴えたため、あるイニング間のCM枠の延長措置が採られ、その間にトイレに急行した[41]。

### 大魔神編
ハマの大魔神こと佐々木主浩とは取材を通じて公私共に仲良くなり、佐々木は松本の出演する番組へのお祝いのメッセージをよせたり、電話出演をすることも多い。1997年・1998年オフには『佐々木主浩のスポーツキング』という番組を2人で担当。その後、2001年4月より3ヶ月強の間、当時シアトル・マリナーズに所属していた佐々木を追いかけるためアメリカに出張。ここでも様々なエピソードが繰り広げられた。
- 防御率に触れられることを嫌う佐々木（これは防御率などの数字に関する話をした直後の佐々木は必ず打たれるというジンクスがあるため）に対し、思い切り防御率の話題を振ってしまった。その話をした次の試合で佐々木は大乱調であり、佐々木より「その話はしないでって言ったでしょ!!」と怒られた[42]。
- 佐々木が大好物であり、佐々木の大切な人がわざわざシアトルに持ってきてくれた日本酒「久保田の碧寿」を、佐々木に「これだけは飲まないでくれ」と言われたのを忘れて勝手に全部飲んでしまい、翌日こっ酷く叱られた[42]。
- 局の生ワイド番組でアメリカから電話レポートをするはずが、出番の前に酒を飲み過ぎ泥酔し[43]、放送に出られない状態となり、佐々木が代わりにレポートに出る羽目になった。しかも1回限りではなく、滞在中この出来事が数回繰り返された[42]。

### パーソナル編
- 忘れ癖が激しく、財布を何度も落としている。北京オリンピックの実況要員として派遣された際も、現地北京で財布を落としたという。また最近では、老眼が始まったためにかけはじめたメガネや携帯電話をどこかに置き忘れたりと、財布の他にもいろいろと忘れ物が絶えない。これら忘れ物の件はリスナーから必ずといっていいほどいじられるネタ[44]となっており、『今夜もオトパラ!』で共演した上柳昌彦アナウンサーは「この（忘れ物・紛失）騒動を小説にするだけで直木賞をとれるのではないか、というような人」と評した[45]。さらに財布とともに運転免許証を紛失するため、ついには鮫洲運転免許試験場では眼光鋭い人（自身曰く）に弁明するも「普通の人はねぇ!そんなしょっちゅう失くさないんだよ!!」と叱責されたという[46]。
- ショウアップナイターの解説者だった森中千香良には新人時代から非常に世話になっており、松本がまだマイカーを持っていないころ、森中が所有していた外国車「ジャガー」（実際には森中名義の車ではなく森中も借りている車だった）を『モリチュウレンタカー』と称して乗り回していた。この車は基本的に森中本人が使わなければいつ使ってもOKで、ガソリンを満タンにして返すことがルールだった。松本はレギュラーガソリンを満タンにして返したのだが、後にこの車はハイオク仕様車だったことを知り、青ざめる。このほか、同じく森中からジャガーを借りている最中に、駐車場で車上荒らしに遭ってフロントガラスを割られてしまい、これを松本ではなく別の発見者が警察に通報し、警察がジャガーの所有者である森中に連絡し、森中が松本に「松! ガラス割られとるでぇ!!」と最後に知らされた[47]。
- 土橋正幸と会う約束を忘れて取材に行ってしまった。土橋は気にせず別の日を設定するが、それをまた忘れて土橋と会う約束を二度に渡ってすっぽかし、とうとう土橋を大激怒させてしまった。電話をしても出てくれない土橋に、松本は毎朝散歩をする土橋を待ち受けて連日謝りに行ったが取り合ってもらえず、4日目にして土橋の妻からの「もう許してあげたら…」という説得があってようやく許してもらえた[48]。
- 会社で購読しているスポーツ紙を無断で切り抜いてしまい、後日スポーツ部の会議で宮田統樹に指摘され、怒られた。
- 中日の投手山本昌らその他数人の選手と酒を飲みに行った際に泥酔し、自分の話を聴いていないと思い込んだ山本に絡み、その挙句山本の尻を蹴り上げてしまった。周りの選手が松本のこの暴挙に怒号を飛ばすものの、当の山本昌は松本の酒癖の悪さにはすっかり慣れているらしく、「俺を蹴るとはたいしたもんだねぇ」と笑っていた。もちろん、松本本人はこの時のことを憶えておらず、後に人から聴かされて青ざめていた[49]。

## 出演番組

### 現在

#### ラジオ
- ニッポン放送ショウアップナイター（実況・リポーター）※2019年度から金、土曜担当。他曜日は予備カードとNRN・JRN系列局からの受託制作分を担当
  - 東海ラジオ ガッツナイター（東海ラジオ）※実況（中日戦ビジターゲーム）※従前よりニッポン放送への委託制作分のビジターゲームを担当していたが、フリーとなった2017年は自社制作となる中日主催試合（平日ナイターはニッポン放送・NRNでの予備カード扱い）の実況を数本担当
  - HBCファイターズナイター（2021年 - 、北海道放送）
  - RKBエキサイトホークス（2023年 - 、RKB毎日放送）
    - TBSラジオの野球中継撤退により、代わってニッポン放送が受託している土・日曜の関東圏の西武およびロッテ主催分と、局間ネットとなる巨人主催ナイターの実況を担当
- ショウアップナイタープレイボール（2020年度 - ） - スタジオ進行担当 ※月曜日
- 草野満代 夕暮れWONDER4→健康あるあるWONDER4（2018年10月1日 - 2020年7月2日、2020年7月6日 - ） - パートナー
- デリシャス!!とち麦ガールの小麦パラダイス（2018年11月5日） - パーソナリティ
- 伊集院光のタネ（2024年12月10日・11日、ニッポン放送） - スペシャルパートナー

#### テレビ
- プロ野球ニュース（2018年度、フジテレビONE）
- 5時に夢中!（TOKYO MX
  - 「肉もいいけど魚もね？」コーナー（2024年5月13日・20日、7月15日・22日、10月21日・28日） - 肉乃小路ニクヨと共演
  - 今年の一皿（2024年12月23日） - 結婚3年目の妻がアテンドしてくれたレストランの料理を紹介

#### アニメ
- グラゼニ（2018年、BSスカパー!） - 松本アナ 役[50]

#### Web配信
- BIG6.TV・東京六大学野球中継実況（2017年 - ）
- 上柳昌彦と坂本梨紗のおしゃべりぞーん（2024年12月13日・20日 - 、YouTube） - ゲスト

#### その他
- 日本航空機内放送「JAL名人会」 - 進行役

##### ゲーム
- NINTENDO 64「超空間ナイター プロ野球キング」（1996年12月20日発売、イマジニア） - 実況音声

##### 玩具
- 野球盤ライブスタジアム（2009年9月19日発売、エポック社） - 実況音声
- 野球盤スラッガー（2010年11月6日発売、エポック社） - 実況音声
- 野球盤ドクターケイv.s.ダブルスラッガー（2011年9月17日発売、エポック社） - 実況音声
- 野球盤メガスラッガー（2012年9月15日発売、エポック社） - 実況音声

##### 楽曲
- 領収証'99（1999年11月20日、日本コロムビア）規格品番CODA-1807
  - 作詞：高田文夫 / 作曲・編曲：茅蔵人。高田文夫プロデュースの宴会用ソング。某プロダクションのマネージャーと共に“Le・シート”名義で歌唱
  - 1989年にお笑いコンビ「パワーズ」がリリースした楽曲『領収書』の替え歌である

### 過去

#### ラジオ
- 森若香織のオールナイトニッポン - 「熱狂!!勝手に走れオラシラン」コーナー出演
- 高嶋ひでたけのお早よう!中年探偵団[3] - 「陳平の一発逆転珍道場」アシスタント
- 谷村新司のなんだか若旦那[3] - 「業界コーナー」コーナー出演
- 極楽ワイド鶴ちゃんでーす![3] - 「若声の至り」コーナー出演
- テリーとうえちゃんのってけラジオ - 「情報屋ゲンさん」コーナー電話出演
- 笑福亭鶴光の噂のゴールデンアワー - スポーツニュース担当
- 松本ひでおの噂の美女対談
- 石井一久のプロ野球バンザイ - アシスタント
- 松本ひでおと長谷川滋利のやっぱり、野球は面白い! - パーソナリティ
- テリーとたい平のってけラジオ - 「ショウアップナイター一番ノリ!」コーナー出演
- 高嶋ひでたけの特ダネラジオ 夕焼けホットライン - 「ショウアップナイター最前線」コーナー出演
- 高田文夫のラジオビバリー昼ズ（2012年6月8日・8月3日、2014年3月21日）※高田文夫休養時のピンチヒッターとして
- 日曜競馬ニッポン - 実況
- 福岡国際マラソン（KBCラジオ）※平和陸上競技場でのスタート＆ゴール実況など
- 以下はシーズンオフ時
  - サタデースポーツベガス
  - 佐々木主浩のスポーツキング（1998年） - アシスタント
  - 松本ひでおのヨッ!お疲れさん（1998年）
  - 松本ひでおと石川みゆきのヨッ!お疲れさん（1999 - 2001年）
  - クオーク松本ひでおの美女対談（ヨッ!お疲れさんに内包されていた。インタビュアー）
  - ショウアップナイターニュース（2002年）
  - ショウアップナイターストライク!（2003年、2004年）
  - 松本ひでおのショウアップナイターストライク!（2005年）
  - 菊正宗 ほろよいイブニングトーク※オーナー（2005年 - 2019年） - パーソナリティ
  - 松本ひでおのショウアップナイターネクスト（2006年、2007年）
  - 松本ひでおのショウアップナイターGO!GO!（2008年）
  - ショウアップナイターバッテリー（2009年）
  - 私の正論（2009年10月 - 2010年3月）
  - ショウアップナイターレジェンド（2010年）
  - 松本ひでお 情報発見 ココだけ（2011年、2012年度）
  - 今夜もオトパラ!（2014年 - 2017年ナイターオフ期）※月曜日 - 木曜日
- ショウアップナイタープレイボール（2006年 - 2010年）- パーソナリティ
- ショウアップスポーツ（2013年） - 日曜日
- MBSベースボールパーク プレミアムチャンネル土曜日第2部「バズヒロ政輝のエースで4番への道」（2021年1月16日・23日、MBSラジオ）
  - 放送の時点でプロ野球実況歴1年半の「バズヒロ政輝」（毎日放送アナウンサーの三ツ廣政輝）に、実況の極意を伝えるゲストとして電話で出演。YouTubeとの連動番組で、収録の模様を収めた動画がMBSラジオ公式チャンネルの特設ページで公開されている。

### CM
- カリフォルニア・レーズン協会
- こっこ
- セノン

## 著作
- プロ野球 実況できなかったスゴイ話（2009年、ぜんにち出版）ISBN 978-4-86136-122-7
- 熱闘！介護実況〜私とオフクロの七年間（2016年、バジリコ出版）ISBN 978-4-86238-232-0